# بيير نيلسن
بيير نيلسن هو راكب الكنو دنماركي، ولد في 25 يونيو 1942 في كوبنهاغن في الدنمارك.

## وصلات خارجية
- بيير نيلسن على موقع أوليمبيديا (الإنجليزية)